# Tunnel de la Vereina
Le tunnel de la Vereina est un tunnel ferroviaire situé en Suisse, dans le canton des Grisons, sur la ligne du RhB qui relie Klosters à Sagliains (commune de Susch).

## Description
La ligne, d’une longueur totale de 22,540 kilomètres, est constituée en grande partie par le tunnel long de 19,050 km. Ce tronçon, le plus récent du réseau RhB, a été mis en service le 19 novembre 1999. C'est le plus long tunnel du monde à voie métrique (1 000 mm).
À une distance de 800 mètres du portail sud, une bifurcation permet d’envoyer des trains dans la vallée de l’Inn dans les deux directions. Le tube divergeant (450 mètres) se nomme tunnel de Saaslatsch II.
Le portail nord est situé à Klosters-Selfranga, le portail sud-est à Sagliains (ligne Samedan – Scuol – Tarasp en direction de Scuol), et le portail sud-ouest à Susch (même ligne, en direction de Samedan).
Un service de chargement des autos sur le train permet aux automobilistes de transiter d'une vallée à l’autre sans passer par le col de la Flüela.
Le 20 décembre 2010, la rame ABe 8/12 3502 « Allegra » atteint la vitesse de 145 km/h dans l'ouvrage, battant ainsi le précédent record de 134 km/h tenu jusqu'ici par une rame RABe 4/12 « NExT » des RBS. 
La vitesse de croisière dans le tunnel dans le trafic voyageurs régulier est de 90 km/h.

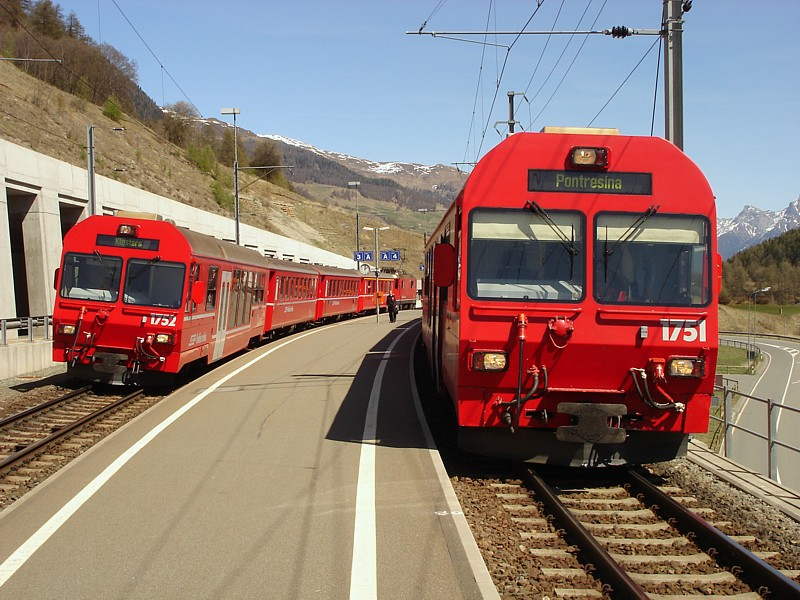
Trains régionaux RhB en gare de Sagliains.
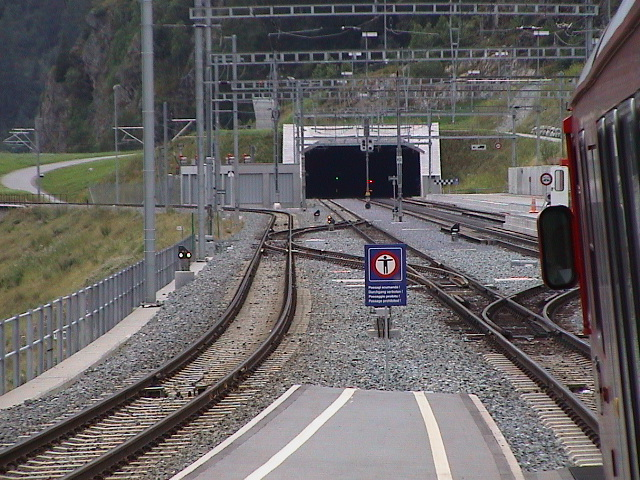
Portail sud-est du tunnel à Sagliains.
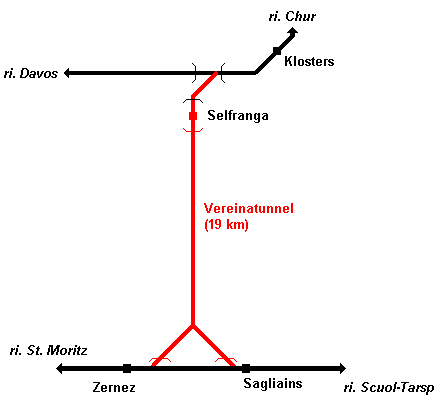
Carte